# Mesnil-en-Arrouaise

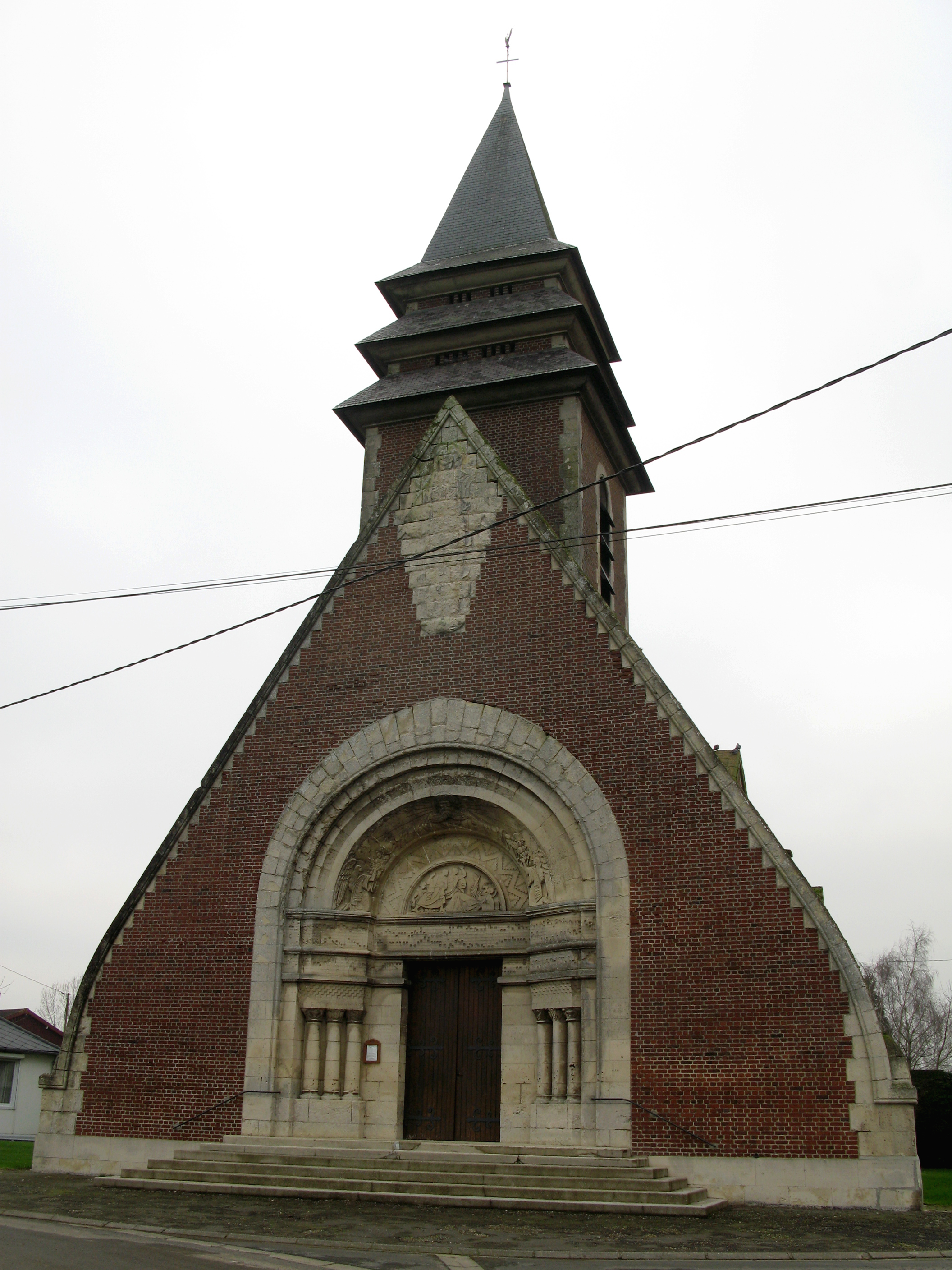
Kerk

Mesnil-en-Arrouaise is een gemeente in het Franse departement Somme (regio Hauts-de-France) en telt 124 inwoners (1999). De plaats maakt deel uit van het arrondissement Péronne.

## Geografie
De oppervlakte van Mesnil-en-Arrouaise bedraagt 6,6 km², de bevolkingsdichtheid is 18,8 inwoners per km².
De onderstaande kaart toont de ligging van Mesnil-en-Arrouaise met de belangrijkste infrastructuur en aangrenzende gemeenten.

## Demografie
Onderstaande figuur toont het verloop van het inwonertal (bron: INSEE-tellingen).